# Chuck Douglas

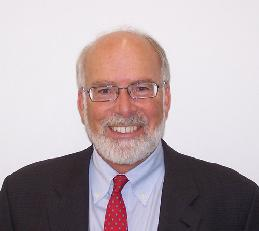
Chuck Douglas

Charles Gywnne „Chuck“ Douglas III (* 2. Dezember 1942 in Abington, Montgomery County, Pennsylvania) ist ein ehemaliger US-amerikanischer Jurist und Politiker (Republikanische Partei). Zwischen 1989 und 1991 vertrat er den Bundesstaat New Hampshire im US-Repräsentantenhaus.

## Werdegang
Chuck Douglas besuchte die öffentlichen Schulen in Fort Washington (Pennsylvania) und danach bis 1960 die William Penn Charter School in Philadelphia. Zwischen 1960 und 1962 studierte er an der Wesleyan University und danach bis 1965 an der University of New Hampshire. Nach einem Jurastudium an der Boston University und seiner im Jahr 1968 erfolgten Zulassung als Rechtsanwalt arbeitete er zwischen 1970 und 1974 in Manchester in seinem neuen Beruf. Zwischen 1968 und 1991 war er Mitglied der Nationalgarde von New Hampshire, in der er es bis zum Oberst brachte. In den Jahren 1973 und 1974 war Douglas juristischer Berater von Gouverneur Meldrim Thomson. Zwischen 1974 und 1976 amtierte er als beisitzender Richter am New Hampshire Superior Court. Anschließend hatte Douglas von 1977 bis 1983 die gleiche Stellung am Obersten Gerichtshof des Staates inne. Die folgenden zwei Jahre bis 1985 war er an diesem Gericht Hauptrichter (Senior Justice).
1988 wurde Douglas im zweiten Wahlbezirk von New Hampshire in das US-Repräsentantenhaus in Washington, D.C. gewählt, wo er am 3. Januar 1989 die Nachfolge von Judd Gregg antrat. Da er bei den Wahlen des Jahres 1990 dem Demokraten Richard Swett unterlag, konnte er bis zum 3. Januar 1991 nur eine Legislaturperiode im Kongress absolvieren. Nach seiner Zeit im Repräsentantenhaus arbeitete Douglas als geschäftsführender Rechtsanwalt einer Kanzlei in Concord. Er hat in den Jahren 2001 und 2002 zwei juristische Abhandlungen veröffentlicht.